# Adolfo Galducci
Adolfo Galducci (1850 circa – Firenze, post 1922) è stato uno scultore italiano.

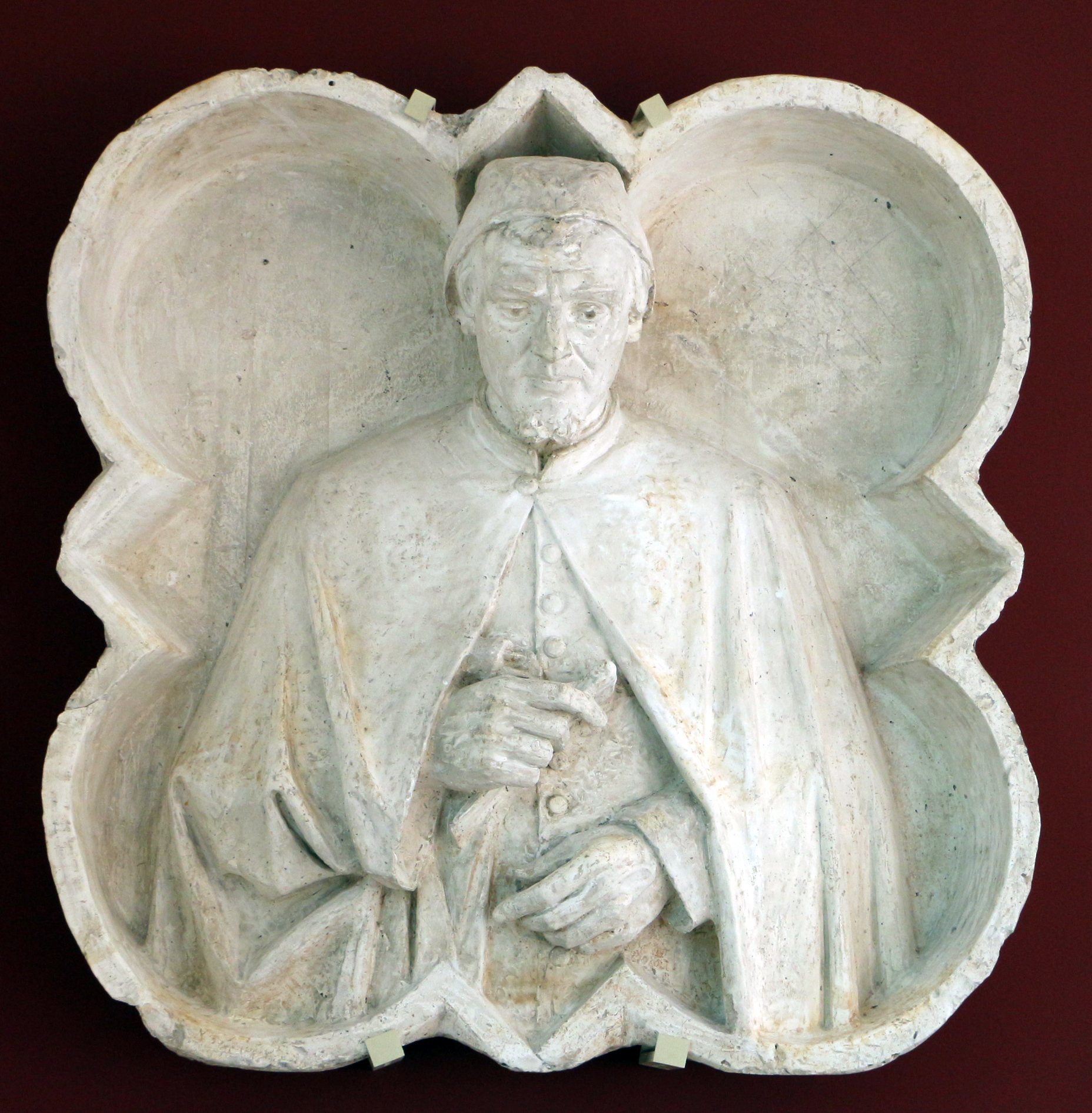
Orcagna, gesso preparatorio per il rilievo nella facciata del duomo di Firenze, Museo dell'Opera del Duomo

Fu accademico dell'Accademia delle Arti del Disegno nel 1888 e nel 1922. Lavorò per committenti privati (spesso per sculture desintate a monumenti funebri) e pubblici (rilievi per la decorazione della facciata di Santa Maria del Fiore. Partecipò nel 1904 all'Italian Exhibition Earl's Court a Londra, organizzata dalla Camera di Commercio italiana a Londra, e vi espose il bassorilievo Puritas.